# Мотенг
Мотенг (англ. 'Moteng) — одна з місцевих громад, що розташована в районі Бута-Буте, Лесото. Населення місцевої ради у 2006 році становило 16 838 осіб.